# Medetera aequatorialis
Medetera aequatorialis är en tvåvingeart som beskrevs av Grichanov 2000. Medetera aequatorialis ingår i släktet Medetera och familjen styltflugor.
Artens utbredningsområde är Tanzania. Inga underarter finns listade i Catalogue of Life.